# Señor Sombrero
El Sr. Sombrero es un mini-personaje de la serie norteamericana South Park.
Él es el títere del Sr. Garrison con quien mantiene conversaciones y tiene las mismas características del profesor aparte de ser homosexual.
El también puede ser independiente del Sr. Garrison, ya que hay veces en que cuando el Sr. Garrison estaba con el Sr. Rama, este lo destrozó para causarle la muerte (aunque sin conseguirlo) sin ayuda de nada, o también condujo un vehículo para salvar al Sr. Garrison y al Chef de la cárcel sin ayuda de nadie. Es miembro del Ku Klux Klan.
En la 6° temporada, cuando vuelve con el curso después de la muerte de la Señorita Selastraga, este desaparece ya que el Sr. Garrison dice que es muy infantil para estar con ellos, y su nuevo ayudante es el Sr. Esclavo. Su última aparición fue en el episodio "200", y "201", donde Cartman, o mejor dicho, su mano disfrazada, quería hablar con él para que le diga secretos sobre su verdadero padre, había estado guardado por mucho tiempo.
- Datos: Q11703796